# Microkeratome
Microkeratome là một công cụ vi phẫu chính xác với một lưỡi dao động được thiết kế để tạo vạt giác mạc trong phẫu thuật Lasik. Độ dày giác mạc con người bình thường khác nhau từ khoảng 500 đến 600 micromet độ dày và trong thủ tục phẫu thuật Lasik, microkeratome tạo ra một vạt 83 đến 200 micromet dày . Thiết bị này được sử dụng trên toàn thế giới để cắt vạt giác mạc .
Tuy nhiên đối với những giác mạc có độ dày dưới 500 micromet , có những phương pháp phẫu thuật khác để điều trị tật khúc xạ như:
- Epi-Lasik (độ dày vạt khoảng 60 micromet - 100 micromet)
- Lasek (không cần tạo vạt)
- PRK (không cần tạo vạt)
- Phương pháp tạo vạt bằng Femtosecond Laser